# Rashid Masharawi
Rashid Masharawi (àrab: رشيد مشهراوي, Raxīd Maxharāwī) (Campament d'Al Shati, Franja de Gaza, Palestina, 1962) és un director i guionista de cinema la producció fílmica del qual està inspirada en la seva pròpia experiència sobre la vida quotidiana dels palestins.

## Activitat professional
Va viure fins als 18 anys en el campament de refugiats on havia nascut. A aquesta edat va començar a treballar en el camp audiovisual en diverses ocupacions, inclosa la direcció d'art, i a partir de 1986 va començar a dirigir les seves pel·lícules convertint-se en el primer director de cinema palestí que treballava en la indústria fílmica israeliana en el context del conflicte amb els àrabs. Inicialment va realitzar curtmetratges i documentals i en 1991 va codirigir amb Hany Abu-Assad, per a la BBC, el documental Long Days in Gaza o Ayam Tawila Fi Ghaza.
Ha residit sempre a Ramal·lah i la seva producció fílmica està inspirada en la seva pròpia experiència sobre la vida quotidiana dels palestins. En aquesta ciutat va fundar, en 1996, el Centre de Producció i de Distribució Cinematogràfica, un punt de trobada cultural que a més ofereix instal·lacions per a filmar i estudiar cinema. També ha creat el Cinema Mòbil, que viatja cada any exhibint pel·lícules en els camps de refugiats.
Va ser l'únic director de cinema palestí que durant les dècades de 1980 i 1990 incloïa en la seva temàtica els camps de refugiats. En els seus films els palestins són mostrats atrapats en la realitat política del conflicte àrab-israelià. Així, per exemple, a Hatta Ishaar Akhar (Couvre-Feu o Curfew), el seu primer llargmetratge de ficció, els va retratar sumits en el tedi de l'espera durant les hores del toc de queda establert per l'exèrcit israelià sense poder sortir de les seves cases. Altres films dignes de menció són Rabab, referida a la violència contra la dona en els camps de refugiats, Haifa, una pel·lícula multipremiada que va integrar la selecció oficial de la secció Un certain regard  del 49è Festival Internacional de Cinema de Canes el 1996, i Laila's Birthday, que va ser selecció oficial en el Festival Internacional de Cinema de Sant Sebastià de 2008 i va obtenir diversos premis i nominacions en festivals.

## Valoració
Els guions de Masharawi tenen interrelacions clares però complexes, que transmeten la sensació d'un espai obert, dinàmic i en capes que es compon momentàniament com per a llegir-se com un diagrama, que contrasten amb els límits fixos determinats per la història elegida pel director o per la restricció real per al rodatge, el moviment, etc. Les narracions individuals es combinen amb la geografia per a suggerir l'espai i el temps de situacions col·lectives úniques.
Els seus films no al·ludeixen a una idíl·lica situació anterior a 1948 sinó a un present travessat pel dolor i la desesperació dels desplaçats, atrapats en un atzucac i suportant —i esperant— una calamitat després d'una altra. Els seus personatges comparteixen les experiències fortes dels bloquejos, del confinament pel toc de queda, de l'exili i així cada història individual és una al·legoria de la col·lectiva i una representació del trauma nacional, del trauma del desplaçat.

## Filmografia
- 1987: Te'udat Ma'avar
- 1989: Miklat (The Shelter), ficció[7]
- 1991: One Family: The Price of Bread (director i guionista, telefilm)
- 1994: Hatta Ishaar Akhar (director i guionista).[8]
- 1996: Haifa
- 1998: Stress (director)
- 2002: Ticket to Jerusalem
- 2003: Live from Palestine (documental de 57 min)[7]
- 2005: Arafat, my Brother (documental,[8] director i productor)
- 2005: Attente (Waiting) (director, guionista i coproductor).[9] Tanit de bronze al Festival de Cinema de Cartago 2006
- 2008: Laila's Birthday
- 2009: Al ajniha assaghira
- 2012: Land of the Story (documental)
- 2013: Palestine Stereo